# En la ciudad sin límites
En la ciudad sin límites (tj. Ve městě bez hranic) je španělsko-argentinský hraný film z roku 2002, který režíroval Antonio Hernández podle vlastního scénáře. Film popisuje příběh dávného rodinného tajemství. Snímek měl světovou premiéru na filmovém festivalu Berlinale.

## Děj
Max je smrtelně nemocný a umírá na mozkový nádor v pařížské nemocnici, kam za ním přijíždí jeho manželka Marie a děti se svými rodinami. Max má neustále strach, chce utéct z nemocnice, ale nikdo z rodiny neví proč, protože Max nikomu nedůvěřuje. Pouze svého nejmladšího syna Victora, který se s rodinou nestýká, a přiletěl z Argentiny, poprosí o pomoc. Victor propašuje otce z nemocnice, aby spolu pátrali po muži, kterého Max znal v mládí, ale který je už dávno mrtvý. Postupně vyplouvá na povrch dávné rodinné tajemství, které se netýká jen Maxe samotného. Victor se vydává až do Madridu, aby zjistil, co se odehrálo před 40 lety v období Francovy diktatury, a jak to ovlivnilo život jeho rodičů.

## Obsazení
| Leonardo Sbaraglia    | Victor |
| Fernando Fernán Gómez | Max    |
| Geraldine Chaplinová  | Marie  |
| Ana Fernández         | Carmen |
| Adriana Ozores        | Pilar  |
| Leticia Brédice       | Eileen |
| Roberto Álvarez       | Luis   |

## Ocenění
- Goya – nejlepší scénář, nejlepší herečka ve vedlejší roli (Geraldine Chaplinová)